# Satelmisz-e Tupchane
Satelmisz-e Tupchane – wieś w Iranie, w ostanie Azerbejdżan Zachodni, w szahrestanie Mijandoab. W 2006 roku liczyła 293 mieszkańców.